# Ураноскопиде
{{Taxobox
| name = Ураноскопиде
| image = Uranoscopus sulphureus.jpg
| image_width = 250px
| image_caption = 
| regnum = 
| phylum = 
| classis = 
| ordo = 
| familia = 
| subdivision_ranks = Родови
| subdivision = 
-{Astroscopus

Genyagnus

Gnathagnus

Ichthyscopus

Kathetostoma

Pleuroscopus

Selenoscopus

Uranoscopus

Xenocephalus}-
}}
Ураноскопиде (Uranoscopidae) су породица морских риба.

## Изглед
Ове врсте су специфичне по томе што се од нападача бране електричним ударима које могу да произведу уз помоћ снажних очних мишића. Назив им потиче од положаја њихових очију које се налазе на врху главе. Осим тога, имају и велика уста, постављена на горњем делу велике главе. Неке врсте могу да производе и снажне звуке пошто њихов рибљи мехур може да трепери. И дорзално и анално пераје је веома дуго, а код неких врста недостаје дорзална бодља. Врсте ове породице су отровне, са две отровне бодље су смештене иза оперкулума и изнад грудних пераја.

## Станиште
Распрострањене су по целом свету и насељавају плитке воде. Храну траже на морском дну тако што се завуку у песак и искачу када спазе плен: рибе и бескичмењаке који насељавају бентос. Неке врсте имају „удицу“ која полази са доњег свода уста.

## Родови и врсте
- Род -{Astroscopus
  - Astroscopus y-graecum}- (Cuvier, 1829)
- Род -{Genyagnus
  - Genyagnus monopterygius}- (1801)
- Род -{Gnathagnus
  - Gnathagnus armatus}- (Kaup, 1858)
  -  Kishimoto, 1989
  -  (Jordan & Thompson, 1905)
  -  Waite, 1904
- Род
- Род 
  -  (Bean, 1892)
  -  Jordan & Bollman, 1890
  -  Gomon & Last, 1987
  -  Barbour, 1941
  -  Hutton, 1872
  -  Haast, 1873
  -  (1801)
  -  Waite & McCulloch, 1915
- Род
- Род
- Род
- Род